# Unix
Јуникс (енгл. Unix, заштићено као UNIX, IPA:  ) је породица мултипроцесних, вишекорисничких рачунарских оперативних система који воде порекло од оригиналног Јуникс система развијеног 1970-их у AT&T Беловим лабораторијама од стране групе програмера међу којима су се налазили Кен Томпсон, Денис Ричи и Даглас Мекилрој.
Овај систем се од свог настанка разгранао у мноштво система, како академских тако и комерцијалних, разних произвођача, укључујући Универзитет Калифорније, Беркли (BSD), Мајкрософт (Xenix), IBM (AIX) и Сан мајкросистемс (Соларис). Тренутни власник заштитног знака „Јуникс” је Отворена група. Само системи који потпуно задовољавају критеријуме Јединствене спецификације Јуникса носе назив „Јуникс”. Другим речима, Јуникс је скуп спецификација које један оперативни систем треба да има да би носио назив Јуникс. Дефиницију тих спецификација држи Отворена група. Обично су рађени за сервере и радне станице. Већина њих раде само на рачунарској опреми произвођача који је и направио ту верзију Јуникса.
Првобитно намењен за употребу унутар Бел Система, AT&T је лиценцирао Јуникс спољним корисницима током касних 1970-их, што је довело до низа академских и комерцијалних варијанти Јуникса заслугом разних произвођача укључујући Универзитет у Калифорнији, Беркли, Мајкрософт (Ксеникс), Сан Мајкросистемс (SunOS/Соларис), HP/HPE (HP-UX), и IBM (AIX). Почетком 1990-их, АТ&Т је продао своја права на Јуникс компанији Новел, која је затим продала своје Јуникс пословање Санта Круз Операцији (SCO) 1995. године. Заштитни знак UNIX прешао је на The Open Group, индустријски конзорцијум основан 1996. године, који дозвољава употребу знака за сертификоване оперативне системе који су у складу са јединственом спецификацијом Јуникса (SUS). Међутим, Новел наставља да поседује ауторска права за Јуникс, што је потврђено и судским случајем SCO Group, Inc. v. Novell, Inc. (2010).
Јуникс системе карактерише модуларни дизајн који се понекад назива „Јуникс филозофија“. Према овој филозофији, оперативни систем треба да обезбеди скуп једноставних алата, од којих сваки обавља ограничену, добро дефинисану функцију. Обједињени систем датотека заснован на инодима (Јуниксов систем датотека) и механизам комуникације међу процесима познат као „цеви“ служе као главно средство комуникације, а љуске за скриптовање и командни језик (Јуникс љуска) се користе за комбиновање алата за обављање сложених радних токова.
Јуникс се разликује од својих претходника као први преносиви оперативни систем: скоро цео оперативни систем је написан у програмском језику Ц, што омогућава Јуниксу да ради на бројним платформама.

## Преглед
Јуникс је првобитно требало да буде подесна платформа за програмере који развијају софтвер који ће се покретати на њему и другим системима, а не за оне који нису програмери. Систем је постајао све већи како је оперативни систем почео да се шири у академским круговима, и како су корисници додавали сопствене алате систему и делили их са колегама.
У почетку, Јуникс није био дизајниран да буде портабилан или за мултипроцесан. Касније, Јуникс је постепено добијао преносивост, мултипроцесне и мултикорисничке способности у конфигурацији са временском расподелом. Јуникс системе карактеришу различити концепти: употреба обичног текста за складиштење података; хијерархијски систем датотека; третирање уређаја и одређених типова међупроцесне комуникације (IPC) као фајлова; и коришћење великог броја софтверских алата, малих програма који се могу спојити кроз интерпреторске командне линије користећи цеви, за разлику од коришћења једног монолитног програма који укључује све функционалности. Ови концепти су заједнички познати као „Јуниксова филозофија”. Брајан Кернигхан и Роб Пајк сумирају ово у раду Јуниксово програмско окружење као „идеју да моћ система потиче више од односа међу програмима него од самих програма“.
До раних 1980-их, корисници су почели да сматрају Јуникс као потенцијални универзални оперативни систем, погодан за рачунаре свих величина. Јуникс окружење и програмски модел клијент-сервер били су суштински елементи у развоју Интернета и преобликовању рачунарства као система центрираног на мрежама, а не у појединачним рачунарима.
Јуникс и Ц програмски језик је развио AT&T и дистрибуирао их владиним и академским институцијама, што је довело до тога да су оба портована на шири спектар породица машина него било који други оперативни систем.

## Листа Јуникс система
- — прављен за DEC Alpha процесорску платформу (Диџитал, Компак, Хјулет-Пакард)
- — фирме
- — фирме
- — фирме Силикон графикс
- Соларис — фирме Сан мајкросистемс

## Развој
Развој Јуникса је почео у фирми AT&T крајем 60-их и почетком 70-их година 20. века. Најзаслужнији су Кен Томпсон, Денис Ричи и Даглас Мекилрој.